# Castell d'Aristot
El castell d'Aristot és un monument del municipi del Pont de Bar (Alt Urgell) declarat bé cultural d'interès nacional.

## Descripció
Les restes del castell d'Aristot es troben al cim d'un petit promontori que domina el poble d'Aristot. Les parts sud i est del recinte han desaparegut però per les restes conservades sembla que devia tenir una forma rectangular d'uns 18 metres de llarg per 50 d'ample. Al vessant oest hi ha un mur d'uns 25 metres de llargada interromput per trossos de roca que fan de muralla natural; aquest mur recolza sobre un sòcol tallat directament a la roca. A l'interior del recinte hi ha fragments de parets que formen habitacles quadrangulars d'uns 5 metres de llarg per 4 metres d'ample.

## Història
El topònim "Arestothe" apareix el 839. Fou propietat dels comtes de Cerdanya, que hi aixecaren la fortalesa. Segons el "dietari de Puigcerdà", el 29 de juny de 1209, el vescomte de Castellbó, Arnau, obté de Bertran de Saga, Bernat d'Aragal, Pere-Ramon i Bernat-Armengou la promesa d'arrasar les muralles d'Aristot, omplir les fosses i destruir les construccions damunt l'església. Guillem d'Urg, amb permís de Bernat II comte de Foix, successos els drets dels vescomtes de Castellbó, feu realçat el castell el 1229. El 1301, els seus descendents vengueren la meitat del castell al rei Jaume de Mallorca. Un quadern del segle xiv manifesta que el castell i lloc d'Aristot "te vuy lo Senyor Rey". El castell fou empenyorat a Hipòlit Garrius i passà, per revenda, al Bord d'Aragall. En foren castlans els Tomic, de Bagà, pel rei, al segle xv. El castell serví encara a la guerra de Successió. El 20 d'octubre del 1708 els paisans van defensar el castell de l'atac que els francesos, amb 400 cavalls i 800 infants, hi dugueren a terme. A la fase final d'aquesta guerra, el castell d'Aristot estigué sota la dependència del general Josep de Moragues, governador de Castellciutat.

## Referència
«Castell d'Aristot». Inventari del Patrimoni Arquitectònic de Catalunya.   Direcció General del Patrimoni Cultural de la Generalitat de Catalunya. [Consulta: 4 maig 2012].